# جام پیرنه
جام پیرنه (به انگلیسی: Pyrenees Cup) رقابت‌های فوتبال بود که بین سال‌های ۱۹۱۰ تا ۱۹۱۴ بین باشگاه‌های فوتبال منطقه پیرنه شامل کاتالونیا، سرزمین باسک، لانگید، پیرنه میانه و ناحیه آکیتن برگزار شد. این رقابت‌ها با شروع جنگ جهانی اول متوقف شد.